# Стивенс, Анджела
Анджела Стивенс (англ. Angela Stevens), имя при рождении Энн Эвелин Аллен (англ. Ann Evelyn Allen; 8 мая 1925 года — 17 марта 2016 года) — американская актриса кино и телевидения, а также певица 1950-х годов.
Одно время выступала под именем Энн Зика (англ. Ann Zika).
За время своей кинокарьеры Стивенс сыграла в таких признанных фильмах, как «Где живёт опасность» (1950), «Чай для двоих» (1950), «Без предупреждения!» (1952), «Отныне и во веки веков» (1953), «Хулиган» (1951), «Дикарь» (1953), «Мятеж дикарей» (1953), «Игрок из Миссисипи» (1953), «Дьявольская богиня» (1955) и «Тем тяжелее падение» (1956).

## Ранние годы и начало карьеры
Анджела Стивенс родилась 8 мая 1925 года в Игл-Роке, Лос-Анджелес, Калифорния, её имя при рождении Энн Эвелин Аллен.
Анджела никогда не училась актёрской профессии. В 1945 году после замужества она сменила имя на Энн Зика, под которым работала моделью у фотографа Тома Келли, более всего известного знаменитыми обнажёнными фотографиями Мерилин Монро на красном бархате. В октябре 1950 года на рекламной фотографии Келли, размещённой на городских билбордах, Анджелу заметили представители Warner Bros, быстро перетянув её в кино.
В самом начале кинокарьеры она работала под именем Энн Зика. Однако продюсер и режиссёр Джулс Уайт, который поставил несколько фильмов из серии про Трёх балбесов, в которых она играла, уговорил её сменить имя на более приемлемое для кино Анджела Стивенс.

## Карьера в кинематографе
В первой половине 1950-х годов Стивенс сыграла небольшие роли в музыкальной романтической комедии «Чай для двоих» (1950) с Дорис Дэй, романтической комедии с Марком Стивенсом «Кэти сделала это» (1951), двух фильмах с Джанет Ли — мюзикле «Два билета на Бродвей» (1951) и комедии «Только в этот раз» (1952), а также в военной драме «Восемь железных человек» (1952).
Кроме того, Стивенс часто снималась в фильмах нуар и вестернах. В частности, она появилась в небольших ролях в таких фильмах нуар, как «Где живёт опасность» (1950) с Робертом Митчемом в главной роли, «Хулиган» (1951) с Лоуренсом Тирни, где она была членом банды грабителей, и «Железный человек» (1951) с Джеффом Чандлером в роли боксёра. В 1952 году в независимом фильме нуар «Без предупреждения!» (1952) Стивенс «убедительно сыграла чувственную блондинку в поисках развлечений, которая принимает от серийного убийцы приглашение прокатиться на автомобиле».
Как отметил историк кино Дэвид Хоган, «значительную часть работ Стивенс приходилась на вестерны». После эпизодических ролей в малозаметных вестернах «В старом Амарилло» (1951) и «Разбойницы» (1952) Стивенс сыграла главные роли в вестернах «Парень из Броукен-Гана» (1952) с Чарльзом Старреттом и «Джек Макколл, десперадо» (1953). Год спустя она появилась в вестерне «Игрок из Миссисипи» (1954) с Тайроном Пауэром, а позднее — в фильмах «Блэкджек Кетчам, десперадо» (1956) с Говардом Даффом и «Юта Блейн» (1957) с Рори Кэлхуном .
В 1953 году Стивенс сыграла небольшие роли в двух важных фильмах — драме военного времени «Отныне и во веки веков» (1953) с Бертом Ланкастером и молодёжной драме «Дикарь» (1953) с Марлоном Брандо. В том же году вышел приключенческий фильм «Мятеж дикарей» (1953) с Джонни Вейсмюллером в роли Джангл Джима, специалиста и гида на одном из африканских островов, который пытается предотвратить проведение там испытаний ядерного оружия. Стивенс сыграла в этом фильме главную женскую роль представителя Всемирной организации здравоохранения, которая помогает местным племенам.
Также Стивенс сыграла заметные роли в целой серии комедийных короткометражек с участием Трёх балбесов, среди них «Он приготовил своего гуся» (1952), «Простите за ответный огонь» (1953) и «Парни-промах» (1955). Как отметил Хоган, в комедии «Он приготовил своего гуся» (1952) Стивенс и Тейла Даррин «доставляют наслаждение своей игрой». Стивенс также сыграла в четырёх комедийных короткометражках с участием Джо Бессера, среди них «Целься, стреляй, удирай» (1952), «Шпионы и парни» (1953), «Армейский дурман» (1956) и «Тройной обман» (1959).
Два года спустя Стивенс сыграла «сексуальную и добрую жену Ричарда Деннинга» в научно-фантастическом фильме «Чудовище с атомным мозгом» (1955), а также небольшие роли в фильмах нуар «Нагая улица» (1955) с Фарли Грейнджером и Энтони Куином, «Женская тюрьма» (1955) с Айдой Лупино, «Тем тяжелее падение» (1956) с Хамфри Богартом и «Тень на окне» (1957),

## Карьера на телевидении
С 1951 по 1960 год Стивенс сыграла в общей сложности в 12 различных сериалах. Она дебютировала на телевидении под именем Энн Зика в двух эпизодах сериала «Сиско Кид» (1951) .
Вскоре последовали гостевые роли в телесериалах «Серия „Живой Христос“» (1951), «Детектив на первую полосу» (1951), «Видео-театр „Люкс“» (1954), «Кейси Джонс» (1958), «Дни в долине смерти» (1959), «Миллионер» (1959), «Есть оружие — будут путешествия» (1960) и «Данте» (1960).
В начале 1960-х годов Стивенс завершила актёрскую карьеру.

## Инцидент
8 мая 1955 года со Стивенс произошёл эпизод, который попал в прессу. Она потребовала возмещения ущерба в размере 35.500 долларов от владельцев магазина готовой одежды, которые якобы «позволили своему дикому и злобному» оцелоту напасть на неё. В иске утверждалось, что у неё на предплечье и ноге остались «удручающие следы от укусов», в результате чего она потеряла роль в фильме «Пересечь шесть мостов». В конце сентября 1956 года стороны урегулировали вопрос об иске, при этом сумма соглашения не разглашалась.

## Актёрское ампула и оценка творчества
Как отметил историк кино Дэвид Хоган, Стивенс была «высокой блондинкой, которая на протяжении значительной части 1950-х годов работала по контракту со студией Columbia. Она начинала как модель, затем переквалифицировавшись в грамотную, сдержанную актрису с вкрадчивыми манерами». На сайте Internet Movie Database указывается, что Стивенс была «привлекательной фигуристой блондинкой, которая в начале 1950-х годов ради дополнительного заработка пошла в актрисы».
В период между 1950 и 1963 годами Стивенс сыграла более 40 ролей в кино и на телевидении. Больше всего Стивенс работала в жанрах фильм нуар и вестерн, а также много играла в комедийных короткометражках про Трёх балбесов.
В 1955 году Стивенс назвали «самой красивой исполнительницей эпизодических ролей в городе». Однако сама актриса жаловалась на свою карьеру, в частности на то, что в каждой картине снимается не более суток, затем бежит на другую студию, и каждый раз это сопровождается вечеринками.

## Личная жизнь
29 марта 1943 года Стивенс вышла замуж за Джорджа Ф. Зику. 9 декабря 1945 года у них родился сын Джозеф Аллен, а в сентябре 1950 года родилась дочь Принселла. Стивенс и Зика оставались в браке вплоть до его смерти в 1999 году.
В начале 1960-х годов Стивенс ушла из актёрской профессии, чтобы ухаживать за своим 15-летним сыном Джо, который сломал шею, когда нырнул с пирса, ударившись о песчаную отмель. Она ухаживала за сыном на протяжении 23 лет вплоть до его смерти в возрасте 38 лет.
Остаток жизни Стивенс провела в Сан-Сити, Калифорния.

## Смерть
Анджела Стивенс умерла 17 марта 2016 года в возрасте 90 лет в Сан-Сити, Калифорния.

## Фильмография
| Год  |     | Русское название                   | Оригинальное название        | Роль                                           |
| ---- | --- | ---------------------------------- | ---------------------------- | ---------------------------------------------- |
| 1950 | ф   | Чай для двоих                      | Tea for Two                  | хористка (в титрах не указана)                 |
| 1950 | ф   | Где живет опасность                | Where Danger Lives           | женщина (в титрах не указана)                  |
| 1951 | ф   | Хулиган                            | The Hoodlum                  | Кристи Лэнг                                    |
| 1951 | ф   | Кэти сделала это                   | Katie Did It                 | Тэффи (в титрах не указана)                    |
| 1951 | ф   | В старом Амарилло                  | In Old Amarillo              | девушка в баре (в титрах не указана)           |
| 1951 | ф   | Железный человек                   | Iron Man                     | девушка (в титрах не указана)                  |
| 1951 | ф   | Два билета на Бродвей              | Two Tickets to Broadway      | артистка (в титрах не указана)                 |
| 1951 | кор | Солнце садилось                    | The Sun Was Setting          | Джун                                           |
| 1951 | с   | Серия «Живой Христос»              | The Living Christ Series     | Мария Магдалина (1 эпизод)                     |
| 1951 | с   | Сиско Кид                          | The Cisco Kid                | разные роли (2 эпизода)                        |
| 1951 | с   | Детектив на первую полосу          | Front Page Detective         | (1 эпизод, как Энн Зика)                       |
| 1952 | кор | Целься, стреляй, удирай            | Aim, Fire, Scoot             | капрал Ольга                                   |
| 1952 | ф   | Женщины вне закона                 | Outlaw Women                 | одна из девушек дяди Барни                     |
| 1952 | ф   | Без предупреждения!                | Without Warning!             | блондинка                                      |
| 1952 | кор | Он приготовил этого гуся           | He Cooked His Goose          | Милли                                          |
| 1952 | ф   | Ребёнок из Броукен-Гана            | The Kid from Broken Gun      | Гейл Кингстон                                  |
| 1952 | ф   | Только в этот раз                  | Just This Once               | подружка-блондинка Марка (в титрах не указана) |
| 1952 | ф   | Железная восьмерка                 | Eight Iron Men               | девушка в мечтах (в титрах не указана)         |
| 1952 | с   | Моя маленькая Марджи               | My Little Margie             | Нэнси (1 эпизод)                               |
| 1952 | с   | Досье Джеффри Джонс                | The Files of Jeffrey Jones   | (1 эпизод)                                     |
| 1953 | ф   | Мятеж дикарей                      | Savage Mutiny                | Джоан Харрис                                   |
| 1953 | ф   | Джек Макколл, десперадо            | Jack McCall, Desperado       | Роуз Гриффит                                   |
| 1953 | кор | Шпионы и парни                     | Spies and Guys               | лейтенант Мори                                 |
| 1953 | ф   | Игрок из Миссисипи                 | The Mississippi Gambler      | девушка (в титрах не указана)                  |
| 1953 | ф   | Отныне и во веки веков             | From Here to Eternity        | Джин (в титрах не указана)                     |
| 1953 | кор | Извините за ответный огонь         | Pardon My Backfire           | Хетти (в титрах не указана)                    |
| 1953 | ф   | Дикарь                             | The Wild One                 | Бетти (в титрах не указана)                    |
| 1954 | ф   | Последний раз, когда я видел Париж | The Last Time I Saw Paris    | молодая девушка (в титрах не указана)          |
| 1954 | с   | Видео-театр «Люкс»                 | Lux Video Theatre            | Кристи (1 эпизод)                              |
| 1955 | ф   | Дьявольская богиня                 | Devil Goddess                | Нора Блэкли                                    |
| 1955 | кор | Парни-промах                       | Blunder Boys                 | Альма Маттер                                   |
| 1955 | ф   | Существо с атомным мозгом          | Creature with the Atom Brain | Джойс Уокер                                    |
| 1955 | ф   | Женская тюрьма                     | Women's Prison               | заключённая (в титрах не указана)              |
| 1955 | ф   | Нагая улица                        | The Naked Street             | Джанет (в титрах не указана)                   |
| 1956 | кор | Удивление от армии                 | Army Daze                    | Ольга Фефферкраут                              |
| 1956 | ф   | Блэкджек Кетчем, разбойник         | Blackjack Ketchum, Desperado | Лори Уэбстер                                   |
| 1956 | ф   | Тем тяжелее падение                | The Harder They Fall         | девушка (в титрах не указана)                  |
| 1957 | ф   | Юта Блейн                          | Utah Blaine                  | Мэри Блейк                                     |
| 1957 | ф   | Тень в окне                        | The Shadow on the Window     | Майра (в титрах не указана)                    |
| 1957 | с   | Мальчик из цирка                   | Circus Boy                   | Сьюзи (1 эпизод)                               |
| 1957 | с   | Дорожный патруль                   | Highway Patrol               | блондинка (1 эпизод)                           |
| 1958 | с   | Кейси Джонс                        | Casey Jones                  | Кэролайн Сойер (1 эпизод)                      |
| 1959 | кор | Трижды обманутые                   | Triple Crossed               | Милли                                          |
| 1959 | с   | Дни в долине смерти                | Death Valley Days            | Анита Варнер (1 эпизод)                        |
| 1959 | с   | Миллионер                          | The Millionaire              | Бетти (1 эпизод)                               |
| 1960 | с   | Есть оружие – будут путешествия    | Have Gun - Will Travel       | молодая женщина (1 эпизод)                     |
| 1960 | с   | Данте                              | Dante                        | миссис Хокинс (1 эпизод)                       |
| 1963 | кор | Весёлый джинн                      | The Jolly Genie              | Милдред Паркер                                 |